# Radzieje

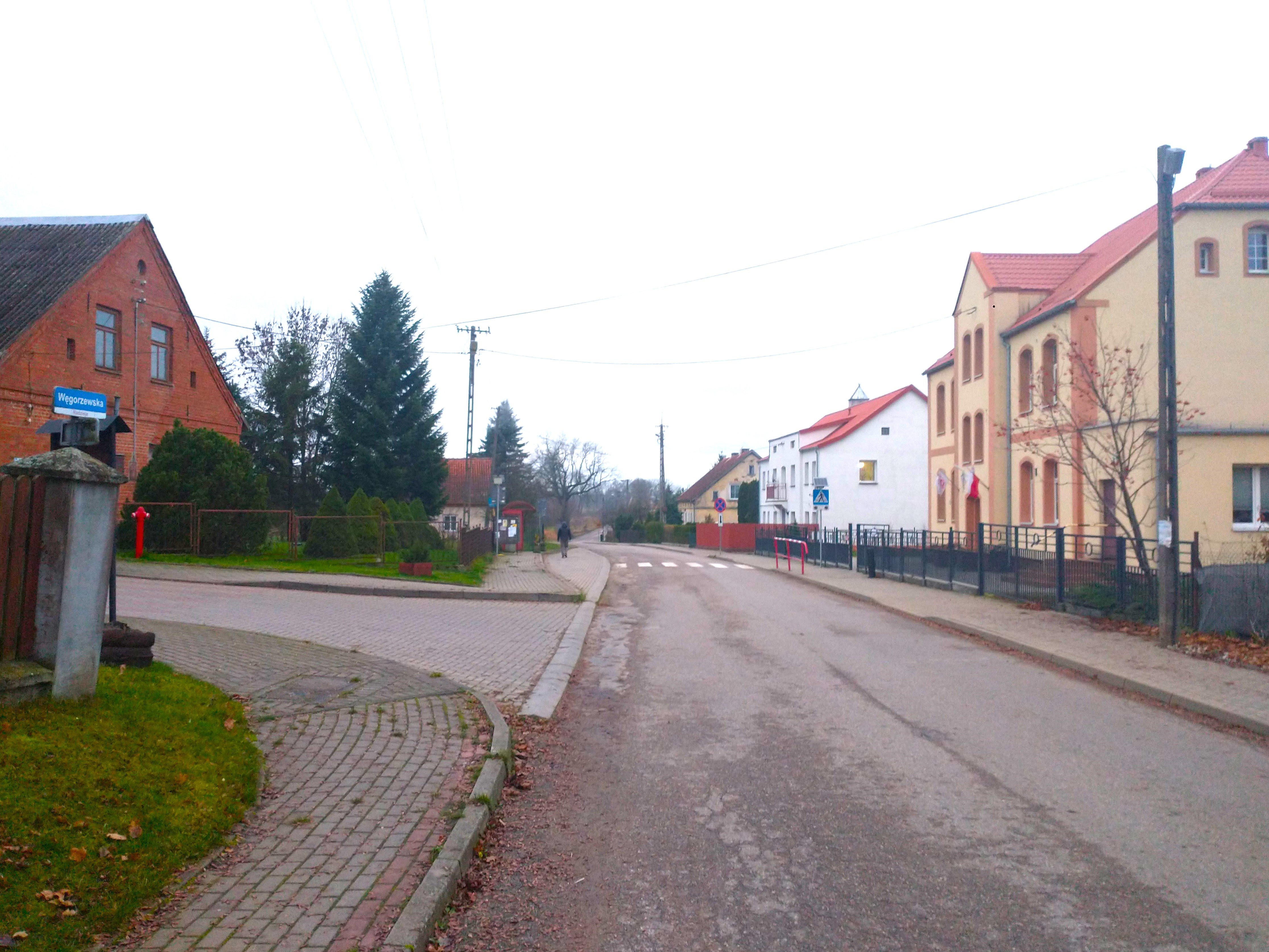
Centrum wsi

Radzieje (litw. Radzijai, niem. Rosengarten, Rozgart, Rozengard, Różanka (1946), Rożengart (1947)) – wieś w Polsce położona w województwie warmińsko-mazurskim, w powiecie węgorzewskim, w gminie Węgorzewo. Radzieje znajdują się nad rzeczką Radzieją.
Przez Radzieje przechodzi linia kolejowa Kętrzyn – Węgorzewo (w sezonie letnim prowadzony jest ruch turystyczny pociągów). Wieś położona jest ok. 2 km na zachód od Jeziora Dobskiego. W Radziejach jest szkoła podstawowa, przedszkole, OSP, cmentarz.

## Historia
Wieś lokowana była 6 września 1437 r. na 58 włókach, w tym były 4 włóki dla sołtysa i 4 na uposażeniu parafii. W przywileju lokacyjnym chłopi byli zobowiązani do szarwarków na rzecz folwarku krzyżackiego w Dobie. Sołtysem wsi był Mikołaj ze wsi Plaswik na Warmii.
W roku 1600 właścicielem karczmy w Radziejach był Jan Cholewa, a w roku 1781 Krzysztof Bużełło. Dokupił on drugą karczmę od Kozanowskiego.
Według statystyk niemieckich w parafii Radzieje w 1806 r. było 1147 Polaków i 363 Niemców. Nabożeństwa w języku polskim, obok niemieckiego, odprawiano jeszcze w 1890 r.
Radzieje były siedzibą gminy Radzieje od 18 listopada 1945 r., a od 1954 r. siedzibą gromady Radzieje.
W latach 1975–1998 miejscowość administracyjnie należała do województwa suwalskiego.

## Demografia
W roku 1540 w Radziejach mieszkało 28 rodzin pochodzenia pruskiego.
Liczba mieszkańców: w roku 1858 – 798 osób, w 1939 – 1139.

## Kościół parafialny pw. Chrystusa Króla
Kościół w Radziejach przed reformacją był pw. św. Mikołaja i należał do archiprezbiteratu w Reszlu. Obecnie parafia należy do diecezji ełckiej i dekanatu węgorzewskiego.

## Bunkry z II wojny światowej
W lesie, kilka kilometrów na północ od Radziej, znajdują się dobrze zachowane schrony sztabowe, schrony przeciwlotnicze, bunkry ochrony, elektrownia, peron i bocznica kolejowa oraz betonowa droga dojazdowa, wybudowane w latach 1940–42. Swoją kwaterę polową o kryptonimie „Wendula” miał tutaj minister, szef kancelarii III Rzeszy – SS-Obergruppenführer Hans Lammers, współautor aktów prawnych godzących w Żydów i Polaków, ceniony przez Hitlera za umiejętność nadawania nieludzkim decyzjom formy przepisów prawa.